# 大阪市立海老江東小学校
大阪市立海老江東小学校（おおさかしりつ えびえひがししょうがっこう）は、大阪府大阪市福島区にある公立小学校。野田阪神の北側から淀川の南岸にかけての地域を校区とする。

## 沿革
従来の大阪市鷺洲第一尋常小学校（現在の大阪市立鷺洲小学校）および大阪市鷺洲第三尋常小学校（現在の大阪市立海老江西小学校）の校区を再編し、大阪市鷺洲第六尋常小学校として1933年に開校した。
1941年には国民学校令の実施により、大阪市立海老江東国民学校に改称している。大阪市では国民学校への改編の際、従来「地域名＋創立順の番号」の名称を名乗っていた学校について、番号での校名をやめて地名などを取り入れた校名へ変更する方針をあわせて出している。これに伴い従来の「鷺洲第六」（鷺洲＝旧西成郡鷺洲町で6番目の学校）から学校所在地付近の地名・海老江をとった「海老江東」へと改称している。
太平洋戦争の戦局悪化により、大阪市の国民学校児童は1944年以降学童疎開を実施することになった。疎開先の府県は各行政区ごとに指定され、福島区の国民学校には広島県が疎開先として割り当てられることになった。海老江東校の児童は1944年以降、広島県御調郡市村・河内村・上川辺村・今津野村（以上、現在の尾道市）および下川辺村（現在の府中市）への学童集団疎開を実施している。
1945年6月7日の第三次大阪大空襲では、校舎を半焼する被害を受けた。
1947年には学制改革により、大阪市立海老江東小学校へ改称した。

### 年表
- 1933年
  - 4月9日 - 大阪市鷺洲第六尋常小学校として開校。
  - 5月20日 - 開校式を実施。この日を創立記念日とする。
- 1941年4月1日 - 国民学校令により、大阪市海老江東国民学校に改称。
- 1944年 - 広島県へ学童疎開。
- 1945年6月7日 - 空襲で校舎焼失。
- 1947年4月1日 - 学制改革により、大阪市立海老江東小学校に改称。
- 1966年5月 - 大阪市緑化推進校に指定される。
- 1967年11月1日 - 大阪市教育委員会から国語科の研究校に指定され、研究発表を実施。
- 1970年10月 - 大阪市緑化推進校および大阪府花と緑の推進校に指定される。
- 1982年11月17日 - 大阪市教育委員会から国語科の研究校に指定され、研究発表を実施。
- 1994年11月10日 - 大阪市教育委員会から学校図書館の研究校に指定され、研究発表を実施。
- 2006年10月19日 - 全日本学校歯科保健優良校として表彰を受ける。

## 通学区域
- 大阪市福島区[1]
  - 海老江1丁目（1～4番・5番＜1～56号、71～82号＞・6～13番）・2丁目・3丁目（24番を除く）・4丁目

卒業生は大阪市立八阪中学校に進学する。

## 交通
- JR東西線 海老江駅 北へ約400m
- Osaka Metro千日前線 野田阪神駅、阪神本線 野田駅 北へ約400m